# Östergötlands Annonsblad
Östergötlands Annonsblad Östgöta-Posten var en tidning utgiven 1 november 1889 till 30 september 1891. 
Tidningen trycktes med antikva som typsnitt  i  Skeninge-Postens tryckeri. 
Tidningen kom ut en gång i veckan fredagar och hade 12 sidor från 1 november 1889 till 27 juni 1890. 6-8 sidor 4 juli 1890 till 29 maj 1891 och därefter därefter  bara 4 sidor. Format var folio 4 spalter 37,5 x 25,5 cm. Prenumeration kostade  1 krona 20 öre.
Utgivningsbevis för tidningen utfärdades för redaktören Johan Frans Oskar Fredriksson 30 oktober 1889. Tidningen såldes samtidigt med Skeninge-Posten till Östgöta-Correspondentens Aktiebolag i Linköping.
Tidningen fortsatte att utges av Östgöta-Correspondenten under ny titel Östgötaposten till 1917.